# Абросимова Світлана Вікторівна
Світлана Вікторівна Аброси́мова (20 червня 1953, Кайшядорис — 6 березня 2011, Дніпропетровськ) — український історик, джерелознавець, книгознавець, археограф, краєзнавець; кандидат історичних наук з 1988 року. Лауреат премії імені Дмитра Яворницького за 1995 рік; заслужений працівник культури України з 2004 року.

## Біографія
Народилася 20 червня 1953 року в місті Кайшядорисі (нині Литва) в сім'ї військового. У 12 років з батьками переїхала до Дніпропетровська, де закінчила школу. Упродовж 1970—1976 років навчалася на історичному факультеті Дніпропетровського державного університету.
Від 1977 року працювала в Дніпропетровському історичномуо музеї імені Дмитра Яворницького (з 1978 року — зберігач книжково-архівного фонду). 1988 року захистила кандидатську дисертацію з литуаністики «Документы Литовской метрики как источник по истории городов Украины первой половины XVI века» (науковий керівник — професор Микола Ковальський), брала активну участь у міжнародному проєкті вивчення і видання Литовської метрики.
З початку 1990-х років — науковий співробітник Інституту української археографії та джерелознавства імені Михайла Грушевського НАН України.
Померла 6 березня 2011 року в Дніпропетровську, де і похована на Сурсько-Литовському кладовищі.

### Додатково
- Володіла англійською і литовською мовами[1];
- Захоплення: петриківський розпис, мініатюрні видання[1].

## Наукова діяльність
Опублікувала близько 300 наукових і науково-публіцистичних праць з історії української книги, епістолології, Литовської метрики, музеєзнавства, архівознавства, краєзнавства (див. Бібліографія С. В. Абросимової [Архівовано 5 березня 2022 у Wayback Machine.]). Створила інформаційну систему рукописного і книжкового фонду музею. 
Ініціатор, організатор і співавтор виставок: «У світі стародруків», «Острозькій Біблії — 410 років», «Історія України в живопису та книзі», «Тії слави козацької…», «Учбова книга в Росії XVIII—ХIХ ст.», «До Дня української мови», «Епістолярна і наукова спадщина Д. І. Яворницького і коло його друзів» та інших. Підготувала каталоги архівного і книжкового зібрання музею.
Дослідниця життя та діяльності академіка Дмитра Яворницького, упорядниця п'яти томів епістолярної спадщини вченого та перевидання його першої монографії «Запоріжжя в залишках старовини і переказах народу».